# Strike Up the Band

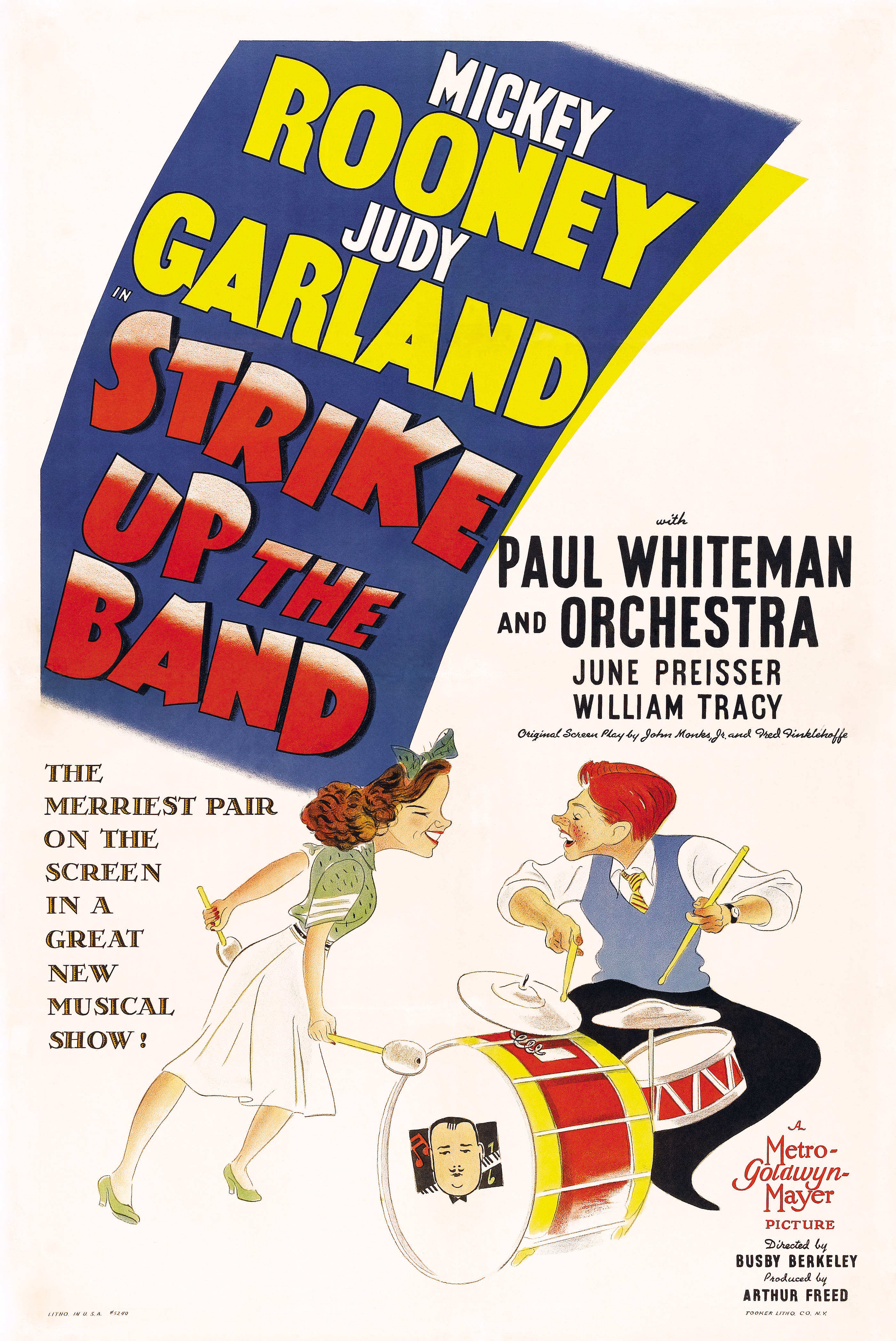
Poster de Strike Up the Band

Strike Up the Band es un musical de Broadway basado en la novela escrita por Morrie Ryskind. La música fue compuesta por George Gershwin, la letra de las canciones fue compuesta por Ira Gershwin y el guion fue escrito por George S. Kaufman. Esta comedia musical, escrita en el año 1927, es una sátira política.
La obra no tiene ninguna relación con la película que lleva el mismo título, estrenada en 1940

## Argumento
El argumento gira alrededor de una guerra desencadenada por una tarifa (arancel) que Estados Unidos ha impuesto a la importación de quesos.
Horace J. Fletcher se ha hecho rico gracias a su fábrica de quesos de primera calidad, y ahora piensa hacerse más rico debido a la tarifa que el gobierno de Estados Unidos exige a otros países por la importación de quesos. Todo esto se viene abajo cuando Suiza manda un telegrama negándose a pagar la tarifa. Con la ayuda de su ayudante, Eddard Slogan, Mr. Fletcher convence al Coronel Holmes para declarar la guerra. Esto desencadenará una serie de locos eventos en los que se verán envueltos la hija de Mr. Fletcher, Joan; el amante de esta, Jim Twonsend; una soltera que quiere casarse con Fletcher, la hija de esta, el amante de la hija, el personal de la fábrica de quesos y un misterioso y cómico personaje que se hacer llamar Spelvin y que parece estar en todos sitios a la vez.

## Personajes
La siguiente información contiene elementos sobre el final de la obra
-Horace J. Fletcher: El dueño de la compañía "Fletcher´s American Cheese". Es un hombre que se define a sí mismo como un patriota Americano. Le gusta decir a todo el mundo que él mismo creó su compañía productora de queso de la nada. Horace Fletcher es un hombre ambicioso y no muy inteligente que se deja manipular por otras personas
-Edgar C. Slogan: Ayudante de Fletcher. Slogan es una pelota que abusa de su poder con empleados de menor rango. Es ambicioso e inteligente y es básicamente el que mueve las cuerdas entre bastidores. Su objetivo es casarse con Joan para hacerse con el control de Fletcher´s American Cheese, aunque ciertas partes de la obra sugieren que Slogan ama a Joan de verdad y no solo por la dote. Al final de la obra se descubre que Slogan es en verdad un general del servicio secreto suizo y es arrestado
-Jim Townsend: Periodista idealista el cual desprecia el sueño Americano de "Conseguir más de lo que se tiene". Trabaja por diversión. Se enamora de Joan. Más tarde, Spelvin arregla las cosas para que Townsend descubra que los productos que Fletcher´s American Cheese usa para hacer queso son en realidad productos baratos y no de primera clase, tal y como la compañía clama. Debido a sus acusaciones, Slogan le acusa de traición y es obligado por la "Liga de los Muy Patrióticos" (Mr. Fletcher, Slogan, Coronel Holmes y Ms. Harpers) a ir a la guerra. Finalmente Townsend crea la estrategia para ganar la guerra, convence a Fletcher para que le deje casarse con Joan y denuncia a Slogan por estar alterando los quesos con productos clase B
-Joan Fletcher: Hija de Horace, ha crecido mimada en la fábrica de quesos de su padre. Se enamora de Jim Townsend pero cuando este denuncia que el queso no es puro ella no le cree y le desprecia. Más tarde Jim la convence y finalmente se casan con la bendición de Fletcher
-Coronel Holmes: El consejero de secretos del presidente. Un hombre que le gusta darse muchas ínfulas. Al mismo tiempo disfruta publicando libros sobre sus heroicidades durante la guerra. Es miembro de la "Liga de los Muy Patrióticos"
-Ms. Harper: Solterona que está enamorada de Fletcher. Tiene una hija de la que no se sabe quién es el padre. Se siente mal porque su hija tiene una relación con John Hacklen mientras ella no tiene ninguna, por lo que intenta evitar dicha relación.
-Ann Harper: la hija de Mrs. Harper. Es la mejor amiga de Joan y está en medio de una relación con John. Odia a su madre debido a la prohibición de ver a su amante. Ann representa la típica mujer de la época, la cual solo piensa en casarse a una temprana edad y tener muchos hijos.
-John Hacklen: es el jefe de trabajadores y más tarde capitán del ejército. Está en medio de una relación con Ann Harper.
-Georgina Spelvin: una extraña personaje que parece estar en todos sitios a la vez. Spelvin esta definitivamente loca. Fletcher la contrata como general por tres días. Al final ella es la que lidera el ataque que gana la guerra. Durante la última escena de la obra, Spelvin se descubre como una agente de la CIA y detiene a Slogan por traición.

## Canciones
| Acto I - Fletcher's American Cheese Choral Society - 17 And 21 - Typical Self-Made American - Meadow Serenade - Unofficial Spokesman - Patriotic Rally - The Man I Love - Yankee Doodle Rhythm - Act I Finaletto - Strike Up the Band | Acto II - Oh This Is Such A Lovely War - Hoping That Someday You'd Care - Come-Look-At-The-War - Military Dancing Drill - How About A Man? - Act II Finaletto - The War That Ended War - Finale Último |

## Enlaces
- Internet Broadway Database entry

- Datos: Q7623800